# マルクス・ヴァインツィール
マルクス・ヴァインツィール (ドイツ語: Markus Weinzierl、1974年12月28日 - ) は、西ドイツ・シュトラウビング出身の元サッカー選手。現サッカー指導者。現役時代のポジションは、ディフェンダー。現在はブンデスリーガ・FCアウクスブルクの監督を務めている。

## 経歴
選手として現役時代は、スイーパーやセンターバックを中心にプレーしていた。
2008年11月24日に、SSVヤーン・レーゲンスブルクの監督に就任した。その後、2011-12シーズンにクラブを昇格させ、2012年6月30日に退任した。
2012年7月1日に、FCアウクスブルクの監督に就任。2016年6月まで指揮をとった。最後のシーズンにはUEFAヨーロッパリーグにも参戦した。
2016年6月シャルケ04の監督に就任した。2017年6月に解任された。
2018年10月9日、VfBシュトゥットガルトの監督に就任。契約期間は2020年6月まで。2019年4月20日のFCアウクスブルク戦で0-6と惨敗したことを受けて解任された。

## 監督成績
2022年5月14日現在
| クラブ                   | 国         | 就任           | 退任          | 記録 | 記録 | 記録 | 記録 | 記録 | 記録 | 記録 | 記録   |
| クラブ                   | 国         | 就任           | 退任          | 試   | 勝   | 分   | 敗   | 得   | 失   | 差   | 勝率   |
| ------------------------ | ---------- | -------------- | ------------- | ---- | ---- | ---- | ---- | ---- | ---- | ---- | ------ |
| ヤーン・レーゲンスブルク | ドイツの旗 | 2008年11月24日 | 2012年6月30日 | 140  | 49   | 48   | 43   | 160  | 158  | +2   | 035.00 |
| アウクスブルク           | ドイツの旗 | 2012年7月1日   | 2016年6月3日  | 154  | 56   | 32   | 66   | 191  | 213  | −22  | 036.36 |
| シャルケ04               | ドイツの旗 | 2016年6月3日   | 2017年6月9日  | 50   | 21   | 13   | 16   | 75   | 58   | +17  | 042.00 |
| シュトゥットガルト       | ドイツの旗 | 2018年10月9日  | 2019年4月20日 | 23   | 4    | 4    | 15   | 32   | 42   | −10  | 017.39 |
| アウクスブルク           | ドイツの旗 | 2021年4月26日  | 2022年6月30日 | 39   | 12   | 9    | 18   | 50   | 67   | −17  | 030.77 |
| 合計                     | 合計       | 合計           | 合計          | 405  | 142  | 106  | 157  | 508  | 538  | −30  | 035.06 |